# Пикчер Рокс (Пенсилванија)
Пикчер Рокс (енгл. Picture Rocks) град је у америчкој савезној држави Пенсилванија.

## Демографија
По попису из 2010. године број становника је 678, што је 15 (-2,2%) становника мање него 2000. године.
| Група             | 2000.       | 2010.       |
| Белци             | 682 (98,4%) | 659 (97,2%) |
| Афроамериканци    | 0 (0,0%)    | 10 (1,5%)   |
| Азијати           | 3 (0,4%)    | 3 (0,4%)    |
| Хиспаноамериканци | 0 (0,0%)    | 1 (0,1%)    |
| Укупно            | 693         | 678         |